# 鵜飼るみ子
鵜飼 るみ子（うかい るみこ、1955年5月24日 - ）は、日本の女性声優。福岡県出身。東京都育ち。81プロデュース所属。

## 経歴
福岡県出身だが、2歳の時に一家そろって東京都に転居。
学芸大学付属の小学校に入学し、担任教師が児童劇を書いたりしており、教師の芝居に出させてもらっていた。担任教師が変わってからは芝居はしなくなったが、「芝居が面白いなあ」とは思っていたという。
宝塚歌劇団が好きであり、小学1年生の時に大阪府に住んでいたおじの所に行った際に偶然宝塚を見て「ワーッキレイ」と思ったという。進学した中学校が女子校だったこともあり、宝塚熱に感化され、「将来やりたいなあ」と思っていたが、身長が足りず断念したという。
雙葉高等学校、桐朋学園芸術短期大学卒業。
高校は、お嫁入りの肩書きのためだけに凄くいい学校へ進学するような雰囲気があり、「イヤだなあ」と思い、大学は自分の将来の仕事なり生き方を決定する場だと思っていたため、桐朋学園を教えられて「受けてみよう」と思ったという。「もしここに受からなかったら、大学も芝居もあきらめよう」と思っていたが、合格したという。同学園芸術短期大学に進学後、「やっとこんなものかなあ」と芝居を実感として感じ始めた。同学園芸術短期大学時代は日本舞踊、バレエ、狂言、能、歌などをしていたが、サボってばかりいたという。
同学園芸術短期大学卒業後は「どこかの劇団に所属しよう」と思い、劇団青年座に入団。同学園芸術短期大学からは、俳優座に入団する人物が多かったが、鵜飼は青年座の方が持ち場を与えてくれるような気がして選んだという。青年座在籍中に『死刑台のエレベーター』で初めて洋画のアテレコを経験したが、その後は多くの出演していたことからよく覚えていないという。その後「ミュージカルをやりたいなあ」と思い、いずみたくフォーリーズ（現：ミュージカルカンパニー イッツフォーリーズ）に入団。しかし、「ミュージカルをやるには遅すぎる」、「もう小さい頃からやっていないとダメだなあ」と感じていたが、結局フォーリーズには1年間所属していた。1年間で4本のミュージカルをしていたが、それが旅公演ばかりで、体がついていかなかった。旅に出ている間に洋画での声の仕事ができないこともあり、スタッフたちはずいぶん鵜飼のことを探していた。
そのような経緯もあり「声の仕事をやってみよう」と思い、オフィス央に移籍。その後、1983年9月1日付けで、81プロデュースに所属。初レギュラーは1979年放送の『機動戦士ガンダム』のフラウ・ボゥ役となる。フラウの幼なじみのアムロ・レイが望みの叶わない相手と知ってハヤト・コバヤシへ気持ちを移していくあたり、「実際に、身近なところにいるような優しく、また、どこか哀しい女のコ」だとしつつ、「そうゆう女のコが大好き」と語っている。

## 人物
声種はソプラノ。ちょっとボーイッシュな若々しい声が印象的。洋画での役の年齢の幅は18歳から23歳ぐらいまでだった。一度だけ、おばあさんのメイド役を来たことがあったが、結局できなかった。洋画で声を作るというのは、「すごく不自然だ」と語り、それ以降はそういう役は来なくなったという。
『伝説巨神イデオン 発動篇 THE IDEON; Be INVOKED』にて、キッチ・キッチン役となるにあたり、発動篇の最初と最後に出てくるだけなので「これだけではどんな子かわからない、富野さんどうしてくれる」なんて感じだったと述べつつ、最後に魂のようになって話すシーンについて、とてもいい役をくれたと感激したこと、ここで登場させるために最初の方の出番があったのだ、と感想を述べている。
趣味・特技はピアノ。
姉がいる。

## 出演
太字はメインキャラクター。

### テレビアニメ
1975年
- 宇宙の騎士テッカマン（ユリ子）

1979年
- 機動戦士ガンダム（1979年 - 1980年、フラウ・ボゥ）
- はいからさんが通る（美女）

1980年
- 伝説巨神イデオン（キッチ・キッチン）

1981年
- 愛の学校クオレ物語（ロベッティ）
- 太陽の牙ダグラム（マリアン）
- 釣りキチ三平（お里）
- ハロー!サンディベル（ジュリアン）
- 百獣王ゴライオン（ファーラ姫）
- まいっちんぐマチコ先生（鉄夫）
- 六神合体ゴッドマーズ（1981年 - 1982年、バレン、ロゼ）

1982年
- おちゃめ神物語コロコロポロン（アルテミス）
- ゲームセンターあらし（少女）
- 新・ど根性ガエル
- フクちゃん（大場先生）
- プロゴルファー猿（1982年 - 1988年、姉） - 2シリーズ
- 魔法のプリンセス ミンキーモモ（石像）

1983年
- 亜空大作戦スラングル（チェリーブロッサム）
- スペースコブラ
- 装甲騎兵ボトムズ（子供、モニカ）
- 超時空世紀オーガス（ジャンヌ）
- パーマン（ミスユニバース、店員、子供A、子供）
- みゆき（矢内清美）
- 未来警察ウラシマン（サーニャ）

1984年
- うる星やつら（ぺっぱあ）

1985年
- おねがい!サミアどん
- 機動戦士Ζガンダム（フラウ・コバヤシ）
- 星銃士ビスマルク（アリス）
- ドラえもん（テレビ朝日版第1期）（空野）
- よろしくメカドック（青木ひとみ）

1986年
- 銀河探査2100年 ボーダープラネット（ミシェル）

1987年
- 愛の若草物語（エスター）
- シティーハンター（江梨子）

1988年
- 小公子セディ（エリザベス・トレーシー）

1989年
- それいけ!アンパンマン（スマイル〈初代〉）

1990年
- チンプイ（1990年 - 1991年、ダルーサ）

1991年
- 炎の闘球児 ドッジ弾平（1991年 - 1992年、一撃遥）
- 魔法使いサリー（1989年版）（荒木の母）

1992年
- 風の中の少女 金髪のジェニー（リズ・ガーランド）
- 美少女戦士セーラームーン（柳あきこ）

1994年
- クレヨンしんちゃん（たかよ）
- ゴールFH（龍村文子）

1995年
- あずきちゃん（甘味処主人）
- アリス探偵局（ヒカリの母）

1998年
- Night Walker -真夜中の探偵-（容子）

1999年
- 週刊ストーリーランド（直子）
- 名探偵コナン（1999年 - 2017年、佐野泉、三枝朝香、河内深里、増子史絵）

2000年
- 金田一少年の事件簿（鬼頭小百合、梅園薫）
- サクラ大戦TV（仲居）
- ブギーポップは笑わない Boogiepop Phantom（教授）
- BRIGADOON まりんとメラン（鴾田みゆき）

2001年
- サラリーマン金太郎（水木絹江）
- 砂漠の海賊!キャプテンクッパ（おばさん）

2003年
- ぷちぷり*ユーシィ（ヘレン）
- プラネテス（お姉さん）

2004年
- ブラック・ジャック（優一の妻）

2007年
- 地獄少女 二籠（蓮江美鈴）
- DARKER THAN BLACK -黒の契約者-（岸田志保子）

2008年
- スケアクロウマン（女性客）

2010年
- サザエさん（絹江）

2011年
- スティッチ! 〜ずっと最高のトモダチ〜（シッター）

### 劇場アニメ
1981年
- 機動戦士ガンダム（フラウ・ボゥ）
- 機動戦士ガンダムII 哀・戦士編（フラウ）

1982年
- 機動戦士ガンダムIII めぐりあい宇宙編（フラウ）
- 伝説巨神イデオン 発動篇 THE IDEON; Be INVOKED（キッチ・キッチン）
- 六神合体ゴッドマーズ（ロゼ）

1984年
- うる星やつら2 ビューティフル・ドリーマー

1986年
- うる星やつら4 ラム・ザ・フォーエバー

1988年
- 機動戦士SDガンダム
- はれときどきぶた（米田先生）

1989年
- ファイブスター物語（メル・クール・リトラー）

2000年
- 機動戦士ガンダム 特別版（フラウ・ボゥ）
- 機動戦士ガンダムII 哀・戦士編 特別版（フラウ・ボゥ）
- 機動戦士ガンダムIII めぐりあい宇宙編 特別版（フラウ・ボゥ）

2005年
- 機動戦士Ζガンダム A New Translation -星を継ぐ者- / -星の鼓動は愛-（2005年 - 2006年、フラウ・コバヤシ、レツ・コ・ファン） - 2作品

### OVA
1983年
- ダロス（レイチェル）

1986年
- カリフォルニア・クライシス 追撃の銃火（アナウンサー）
- ガルフォース（ソルノイド司令）
- Call Me トゥナイト（マキ）
- ホワッツマイケル

1987年
- 魔龍戦紀（女官たまき）

1988年
- 六神合体ゴッドマーズ 十七歳の伝説（ロゼ）

1989年
- イース（ルタの妻）

1998年
- MASTERキートン（ウルフの妹）

2003年
- あの山に登ろうよ（だましの岩B）

2010年
- うる星やつら ザ・障害物水泳大会（ぺっぱあ）

2011年
- SUPERNATURAL: THE ANIMATION（アマンダ・エバンス）

### ゲーム
1990年
- SOL BIANCA（ヒルダ、ゾラ）

1995年
- 機動戦士ガンダム（フラウ・ボゥ、レツ・コ・ファン）
- 機動戦士ガンダム ver.2.0（カツ、フラウ・ボゥ）

1998年
- 機動戦士ガンダム ギレンの野望（フラウ・ボゥ）

2000年
- SDガンダム GGENERATION（2000年 - 2025年、フラウ・ボゥ / フラウ・コバヤシ、エメラルダ・ズービン、ニキ・テイラー〈NEO・SEED〉） - 9作品
- 機動戦士ガンダム（フラウ・ボゥ）
- 機動戦士ガンダム ギレンの野望 ジオンの系譜（フラウ・ボゥ）
- サンライズ英雄譚R（フラウ・ボゥ）

2001年
- 機動戦士ガンダム 連邦vs.ジオンDX（フラウ・ボゥ）

2002年
- 機動戦士ガンダム ギレンの野望 ジオン独立戦争記（フラウ・ボゥ）

2003年
- 機動戦士ガンダム めぐりあい宇宙（フラウ・ボゥ）

2004年
- 機動戦士ガンダム ガンダムvs.Ζガンダム（フラウ・ボゥ）

2005年
- 機動劇団はろ一座 ガンダム麻雀DS 親父にもアガられたことないのに!（フラウ・ボゥ）
- 機動戦士ガンダム 一年戦争（フラウ・ボゥ）

2007年
- ガンダム無双（フラウ・ボゥ）
- 機動劇団はろ一座 ガンダム麻雀+Ζ さらにデキるようになったな!（フラウ・ボゥ）

2008年
- ガンダム無双2（フラウ・ボゥ）
- 機動戦士ガンダム ギレンの野望 アクシズの脅威（フラウ・ボゥ）
- 零 月蝕の仮面（水無月小夜歌）

2009年
- 機動戦士ガンダム ギレンの野望 アクシズの脅威V（フラウ・ボゥ）

2010年
- 機動戦士ガンダム エクストリームバーサス（フラウ・ボゥ）

2011年
- 機動戦士ガンダム 木馬の軌跡（フラウ・ボゥ）
- 第2次スーパーロボット大戦Z 破界篇/再世篇（2011年 - 2012年、ロゼ、バレン） - 2作品

2012年
- 機動戦士ガンダムオンライン（フラウ・ボゥ）

2013年
- 真・ガンダム無双（フラウ・ボゥ）

2014年
- 第3次スーパーロボット大戦Z 時獄篇/天獄篇（2014年 - 2015年、ロゼ） - 2作品

2017年
- ガンダムバーサス（フラウ・ボゥ）

### 吹き替え

#### 海外映画
- 悪魔の沼（リネット〈ジャナス・ブライス〉）
- ある愛の詩 ※日本テレビ版
- アニー・ホール（アリソン・ポーチニック〈キャロル・ケイン〉）※TBS版（ソフト収録）
- いつも心に太陽を（モイラ）
- 大いなる眠り（カミラ・スターンウッド〈キャンディ・クラーク〉）※TBS版[24]
- がんばれ!ベアーズ 特訓中（ジミー〈ブレッド・マークス〉）※日本テレビ版
- 片腕のヒーロー・大リーグへの道（ノーラ〈ダナ・デラニー〉）※テレビ朝日版
- グリース2（シャロン〈モーリーン・ティーフィー〉）
- ケープ・フィアー（ローリー〈イリーナ・ダグラス〉）
- 候補者ビル・マッケイ ※テレビ朝日版
- コクーン2/遥かなる地球 ※テレビ朝日版
- 真夜中の野獣刑事・全裸殺人鬼を追え!
- サルバドル/遥かなる日々※フジテレビ版
- 死にゆく者への祈り ※テレビ東京版
- ジム・ヘンソンのウィッチズ/大魔女をやっつけろ!（ルークの母〈ダーシー・フリン〉）
- 13日の金曜日（アニー〈ロビー・モーガン〉）
  - 新・13日の金曜日（ティナ〈デビ・スー・ボーヒーズ〉）
- ジョーズ'87 復讐篇（カーラ・ブロディ〈カレン・ヤング〉 ）
- 白い肌の異常な夜（エミー）
- スリーピング・ディクショナリー
- スクワーム（アルマ〈フラン・ヒギンズ〉）
- ステート・オブ・プレイ〜陰謀の構図〜（ヘレン）
- ダークナイト（バーバラ・ゴードン〈メリンダ・マックグロウ〉）
- ツインズ ※テレビ版
- ティーン・エージェント（ロビン・バートレット）※ビデオ版
- ドラキュラ（アニー）※テレビ朝日版（BD収録）
- ナイト・オン・ザ・プラネット（L.A.ローマ）
- 裸のマハ（カタリナ・バラハス〈エンパル・フェレール〉）
- バージニア・ウルフなんかこわくない（ハニー〈サンディ・デニス〉）
- バルティック・ストーム
- バンデットQ（パンジー〈シェリー・デュヴァル〉）
- ブルーサンダー（“ケイト”キャサリン・マーフィー〈キャンディ・クラーク〉）※テレビ朝日版
- ベイビー・トーク
- わらの犬（ジャニス・ヘッデン〈サリー・ソムセット〉）
- 星の王子 ニューヨークへ行く（リサ・マクドウォール〈シャーリー・ヘドリー〉）
- モンスター・パニック ※TBS版
- 燃えよデブゴンシリーズ
  - 燃えよデブゴン8（ウォン・ロン〈アーロン〉の妻）
  - 燃えよデブゴン10（カンフォン）
- レッドブル ※テレビ朝日版（BD収録）
- 48時間 ※日本テレビ版
- 夜の大捜査線（デロレス〈クエンティン・ディーン〉）

#### 海外ドラマ
- アルフ 第48話（シルビア）
- アリー my Love シーズン4 第12話
- ジェシカおばさんの事件簿
  - ある日ビックリハウスで（ビリー・ドノバン〈リーフ・フェニックス〉）
  - 人質なんて初体験（ルイーズ〈スーザン・オリバー〉）
  - 口紅に殺意をこめて（グレンダ〈ミリー・パーキンス〉）
  - 殺人はハリケーンの夜（レズリー）
- 新ヒッチコック劇場（レナ〈シンシア・ベリヴォー〉）
- 特攻野郎Aチーム
  - シーズン4 第7話 （デーナ〈トニー・ハドソン〉）
  - シーズン4 第14話（エイドリアン〈ベッツィ・ラッセル〉）
  - シーズン5 第8話 （マギー〈アンナ・ラパギナ〉）
- 特捜班CI-5 シーズン5 第8話（アナ〈マリリン・ガルスワーシー〉）
- ナイトライダー
  - シーズン2 第4話 （ジュリー〈エリッサ・ダヴァロス〉）
  - シーズン3 第21話（タイガー〈シャロン・ヒューズ〉）
  - シーズン4 第13話（サム〈ナンシー・エバハート〉）
- 夏の香り
- ピッツバーグ警察日記 第11話
- ふたりは最高! ダーマ&グレッグ シーズン4 第16話
- フルハウス（ポーラ）
- フレンズ 第1シーズン第24話、第2シーズン第1、2、4、7、8、10話（ジュリー〈ローレン・トム〉）
- マックス・ヘッドルーム 第2話（ウィニー）
- 名探偵ポワロ 24羽の黒つぐみ（アイリーン・マレン）※NHK版

#### 海外アニメ
- アイドル忍者タートルズ（ウサギ丸）
- アトミック・ベティ（ベティのおばあちゃん）
- X-MEN（テレビ東京版）（リランドラ）
- ピーナッツ（マーシー）
- 美女と野獣（イーディ）

### ラジオドラマ
- アドベンチャーロード「渇きの海」（NHK-FM）

### CDドラマ
- 破妖の剣漆黒の魔性編（チェリク）

### ボイスオーバー
- BS世界のドキュメンタリー（NHK-BS1）
- 地球ドラマチック（NHK教育）
  - 「アメリカ人はどこから来たのか」（2006年）
  - 「ひとりぼっちのジョージ 〜ガラパゴスゾウガメの物語〜」（2006年）
  - 「ジェラート大好き!」（2006年）

### テレビドラマ
- 少年ドラマシリーズ「ユタとふしぎな仲間たち」（1974年、NHK） - 通りすがりの女子大生 役
- ふりむくな鶴吉（1974年、NHK） - お針子の娘 役

### その他コンテンツ
- NHK番組スポット
- アニマックス「機動戦士ガンダム30周年記念 みんなのガンダム 完全版」（2009年） - 本人出演
- 開運!なんでも鑑定団
  - 出張お宝鑑定のコーナーに出演し、自分が使用したファーストガンダムの台本を鑑定に出した。
- 機動戦士ガンダム0079カードビルダー（フラウ・ボゥ）
- スネークマンショー「死ぬのは嫌だ、恐い。戦争反対!（愛の出発）」
- 81プロデュース30周年記念感謝祭 コエチカラ〜POWER OF VOICE〜（2011年）

### シリーズ一覧
1. ↑  『F』（2000年）、『F.I.F』（2001年）、『NEO』（2002年）、『SEED』（2004年）、『SPIRITS』（2007年）、『WARS』（2009年）、『3D』（2011年）、『GENESIS』（2016年）、『ETERNAL』（2025年）